# Sollicitudo omnium ecclesiarum
Sollicitudo omnium ecclesiarum (lat. Briga za sve Crkve) papinska je bula koju je 1814. izdao papa Pio VII., kojom je ponovno uspostavljena Družba Isusova (isusovci) nakon njezina ukidanja breveom Dominus ac Redemptor iz 1773. koji je izdao Klement XIV.
Ipak, red je ponegdje nastavio postojati. Pio VII. je ranije, breveom Catholicae Fidei (7. ožujka 1801.), odobrio postojanje Družbe Isusove u Rusiji. Generalni vikar Franciszek Kareu proglašen je „Generalnim poglavarom isusovaca u Rusiji”.
Papa Pavao VI. izdao je encikliku, također nazvanu Sollicitudo omnium ecclesiarum, 24. lipnja 1969.